# Folkhögskolornas informationstjänst
Folkhögskolornas informationstjänst, FIN, är en informationstjänst som sammanställer och förmedlar information om svenska folkhögskolor och dessas kursutbud. Verksamheten startade 1981 som ett gemensamt informationskontor för alla folkhögskolor och drevs fram till 1991 av Rörelsefolkhögskolornas intresseorganisation. FIN ingick därefter som en del i Folkbildningsrådet fram till den 1 juli 2014 då verksamheten flyttades över till Folkhögskolornas serviceorganisation och bekostas genom folkhögskolornas statsbidrag.